# (2823) van der Laan
Pour les articles homonymes, voir Van der Laan.
(2823) van der Laan est un astéroïde de la ceinture principale.

## Description
(2823) van der Laan est un astéroïde de la ceinture principale. Il fut découvert le 24 septembre 1960 à l'Observatoire Palomar par Cornelis Johannes van Houten, Ingrid van Houten-Groeneveld et Tom Gehrels. Il présente une orbite caractérisée par un demi-grand axe de 2,41 UA, une excentricité de 0,09 et une inclinaison de 3,8° par rapport à l'écliptique.
Il est nommé d'après l'astrophysicien Harry van der Laan.

## Compléments